# Landesmuseum Zürich
Das Landesmuseum Zürich, bis 2009 Schweizerisches Landesmuseum, ist das meistbesuchte historische Museum der Schweiz. Es wurde 1898 eröffnet. Seit Januar 2010 ist es Teil des Schweizerischen Nationalmuseums SNM. Diese Institution umfasst drei kulturgeschichtliche Museen und ein Sammlungszentrum. Sie untersteht dem Eidgenössischen Departement des Innern und wird von der Kulturwissenschaftlerin Denise Tonella geleitet.

## Geschichte und Architektur

### Bau und Eröffnung
Heinrich Angst und Vögelin waren die treibenden Kräfte für das Zürcher Projekt. Sie konnten Gustav Gull, der Zürich mit zahlreichen Bauten prägen sollte, als Architekten gewinnen. Gull vertiefte sich in Schweizer Burgen- und Kirchenarchitektur. «Unter dem […] Einfluss von Heinrich Angst einigte man sich rasch auf die Verwendung typologischer Merkmale, die in einer seltsamen MIschung die Grundelemente städtischer Wehrarchitetkur (Tor- und wehrgangähnliche Flügelbauten gegen die Bahnhofsstrasse), herrschaftlicher Bürgerhäuser (Erker und Treppengiebel) sowie die Grundelemente von Burg- und Schlossarchitektur (Turm, Repräsentationshalle, Kapelle) enthalten.» (Hanspeter Draeyer). Der Bau umschloss einen grossen Hof, der durch ein Portal im hohen Turm betreten wurde. Der im Osten angebaute Flügel beherbergte die Kunstgewerbeschule – das Museum sollte nicht nur «Nationalheiligtum» (Bewerbungsschrift), sondern auch «Mittelpunkt für die künstlerische und wissenschaftliche Forschung» (Bewerbungsschrift) werden.

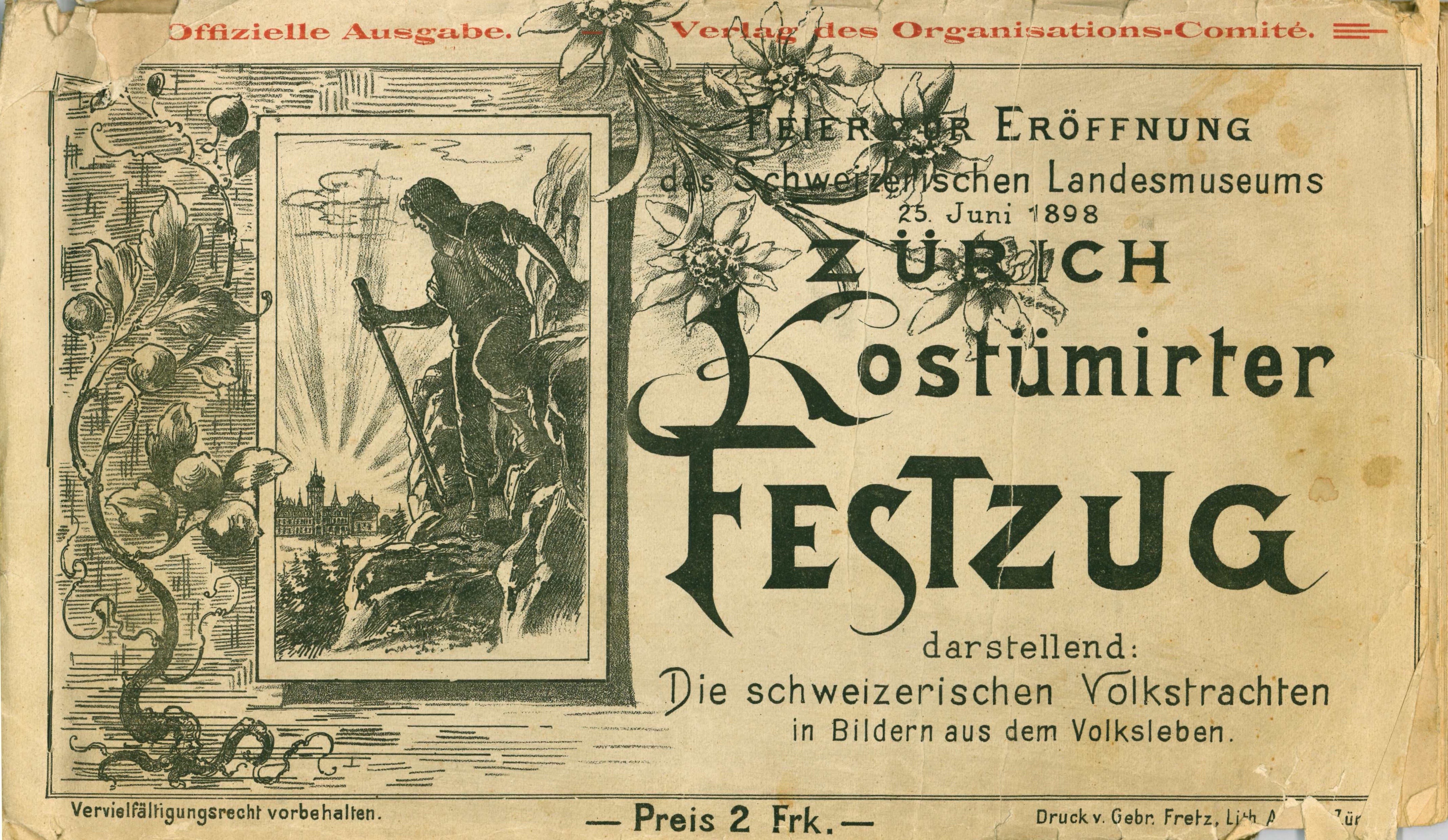
Einweihungsschrift, Juni 1898

Das Landesmuseum wurde demnach ab Herbst 1892 nordwestlich der Haupthalle des Hauptbahnhofs im Süden des Platzspitzparks gebaut. Die Stadt Zürich hatte 1,88 Millionen Franken für die Erstellung bewilligt. In verschiedenen Ausführungen wurde beim Bau mit der neuen Betongusstechnik experimentiert. Mehrere historische Räume aus Patrizierhäusern und Klöstern sowie eine Tessiner Loggia wurden in den Neubau integriert. Harte Winter, Planänderungen wie die Verwendung von inländischem Stein, Baumängel aufgrund der neuen Techniken, die Berufung von Gustav Gull zum zweiten Stadtbaumeister von Zürich und ein fehlendes Detailkonzept für die Ausstellung verzögerten die Ausführung. Museumsleitung und Bauleitung, die bei der Stadt lag, machten sich gegenseitig Vorwürfe.
Mit fast dreijähriger Verspätung wurde am 25. Juni 1898 das Museum eröffnet. Es gab mehrtägige Festlichkeiten, zu denen Bundesrat, Bundesrichter und Parlamentarier geladen waren. Stadtpräsident Hans Konrad Pestalozzi und Bundesrat Eugène Ruffy hielten Reden, ein Trachtenumzug feierte das Brauchtum aus der ganzen Schweiz: In 20 Bildern, vergleichbar mit den Zünften des heutigen Sechseläutens, wurden die Kantone dargestellt. Jeder Kanton führte einen «allegorischen Wagen» mit sich, durch den eine Besonderheit des Kantons dargestellt wurde. Angeführt wurde der Zug von einem «Prachtwagen der Helvetia», den Abschluss bildete ein Wagen mit «Turica, der Beschützerin der Kunst».

### Würdigung
Zürich hatte mit dem Projekt «Märchenschloss» einen Wettbewerb gegen andere Schweizer Städte gewonnen. Das Gebäude kombiniert verschiedenste Architekturstile und ist daher seit seiner Entstehung umstritten.
Die Eidgenössische Kommission für Denkmalpflege äusserte sich in einem Gutachten vom 27. November 1997 mit folgenden Worten:
«Mit dem Landesmuseum als Einzelbau reagiert Gustav Gull architektonisch genau auf die gestellte Aufgabe. Die gewählte Form einer «mittelalterlichen Schlossanlage» reflektiert Geschichte und macht den Komplex leicht als Museumsbau erkennbar. Der Bau für die nationale Geschichte bildet ein wesentliches Gegengewicht zum Hauptbahnhof, damals wie heute Knotenpunkt des fortschrittlichen, in die Zukunft weisenden öffentlichen Verkehrs. Mit ihrem Haupthof öffnet sich die Anlage zur Parkanlage des Platzspitz, die sie markant zur Stadt hin abschliesst. Mit konsequentem Aufbau um den Haupthof und den Eingangshof, mit einer straffen Grundrisskonzeption, welche bewusst Ausnahmesituationen einsetzt, und mit markanten vertikalen Akzenten wird das Museum kraftvoll verwirklicht, Ausdruck des selbstbewussten Bundesstaats.» Der für den Bau verwendete Tuffstein stammt aus Libingen (SG).
Das im Grundriss erkennbare «G» könnte sich auf den ersten Buchstaben des Namens des Architekten beziehen, war aber in ursprünglichen Plänen Gulls gar nicht so vorgesehen, weshalb die These als widerlegt gilt.

### Anfangsjahre
Heinrich Angst war von 1892 bis 1903 der erste Direktor des Schweizerischen Landesmuseums. Sein Nachfolger wurde sein Vizedirektor Hans Lehmann. Dieser war von 1904 bis 1936 Direktor. Sein Vizedirektor wurde Josef Zemp.
Die Kostüm- und Trachtenabteilung wurde an Ostern 1903 eröffnet. In der Folge wurde die Ausstellung immer wieder umgebaut und Bauschäden wurden behoben. Mit dem Neubau der Schule für Gestaltung konnten die frei werdenden Räume der Kunstgewerbeschule zu Beginn der 1930er Jahre vom Bund übernommen werden. Über die Kosten für einen Erweiterungsbau konnten sich Stadt Zürich und die Eidgenossenschaft damals aber nicht einigen, so dass es nur zu baulichen Anpassungen kam.
Per 1973 ging das Museum ins Eigentum und bauliche Verantwortung des Bundes über. Der Bundesrat akzeptierte das Geschenk 1975 offiziell.

### Sanierung und Erweiterungsbau
Aufgrund zunehmender Platznot sollte das Landesmuseum Zürich nach mehreren vergeblichen Anläufen erstmals erweitert werden. Das Basler Architekturbüro Christ & Gantenbein wurde 2002 nach einem zweistufigen Architekturwettbewerb vom Bundesamtes für Bauten und Logistik mit der Sanierung des bestehenden Gull-Baus sowie der Planung eines modern gestalteten Erweiterungsbaus beauftragt.

Neueröffnung des Altbaus mit Neubau
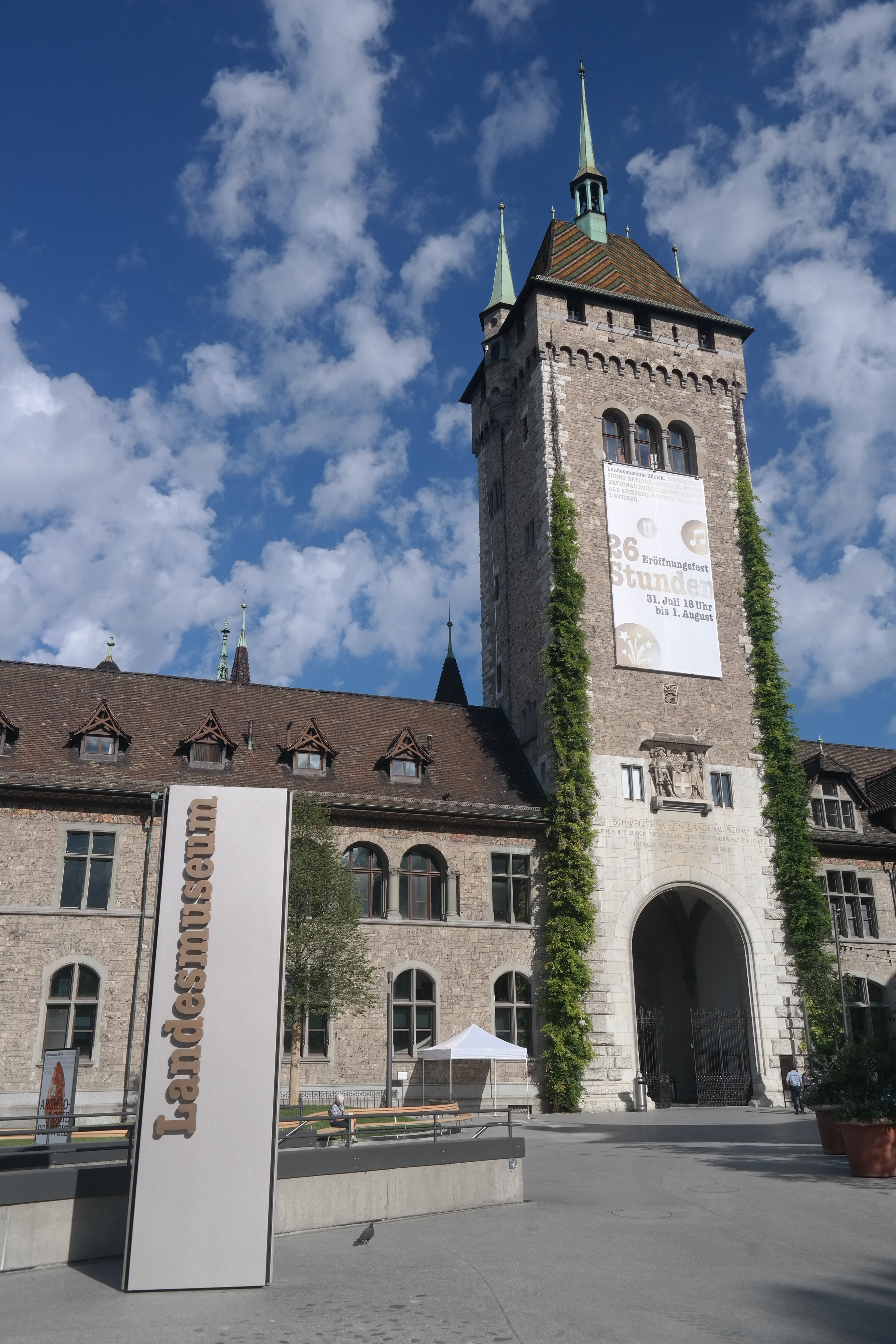
Neu gestalteter Eingangsbereich des Museums anlässlich der Eröffnung 2016
Erweiterungsbau
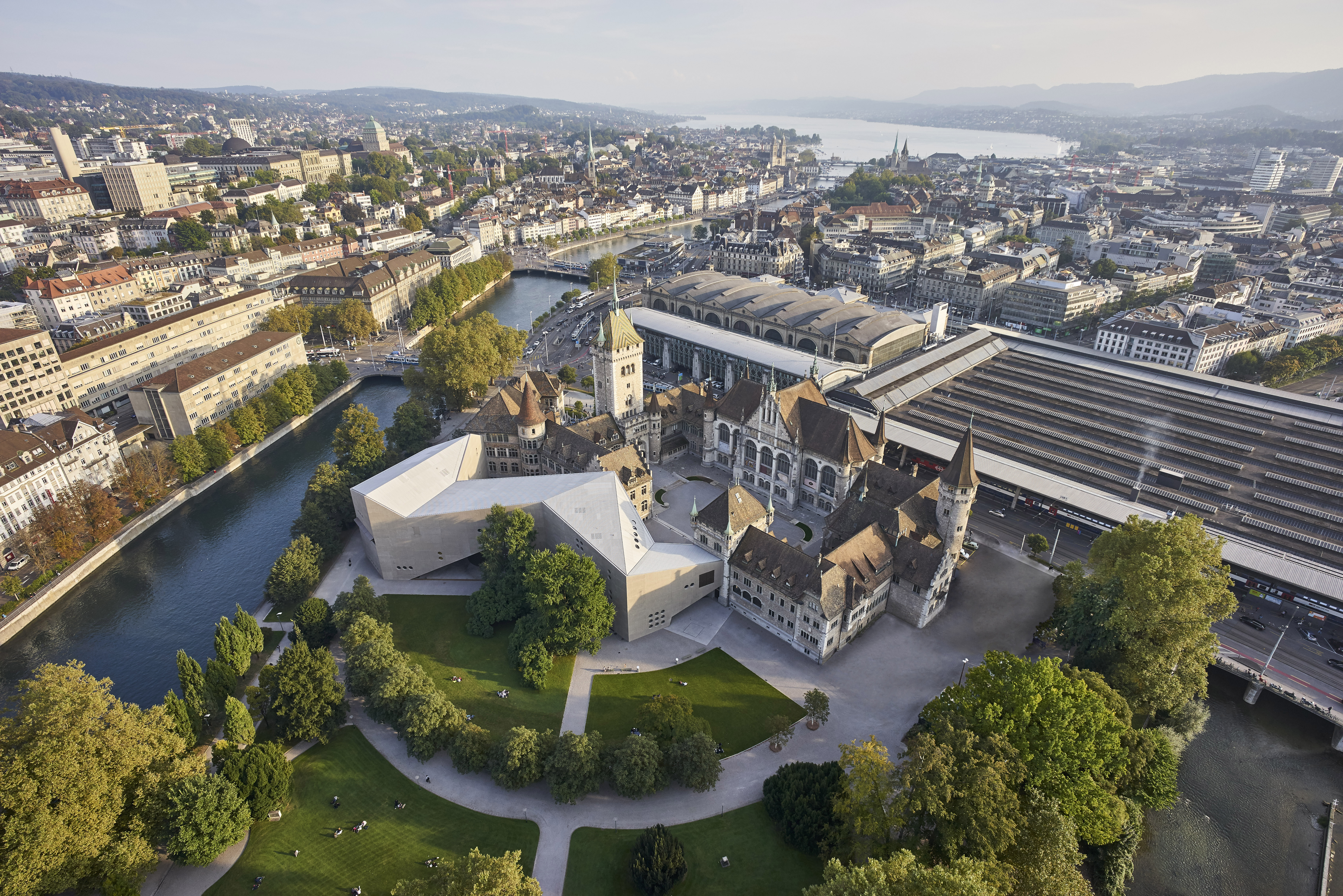
Hauptgebäude und Erweiterungsbau aus der Luftbildperspektive gesehen

Der Entwurf mit seinen spitzen Winkeln, dem zickzackförmigen Grundriss, der langen Treppe und seiner zum Altbau kontrastierenden geschlossenen Fassade vereint Alt- und Neubau. Der Grundriss des Neubaus, der an zwei Stellen an den Altbau anschliesst, ermöglicht erstmals einen richtigen Rundgang durch das gesamte Museum.
2006 begannen die Sanierungsarbeiten des Bahnhofflügels im Kostenumfang von 45 Millionen Franken und wurden im Februar 2009 abgeschlossen. Der Bahnhofflügel wurde am 1. August 2009 mit zwei neuen Dauerausstellungen eingeweiht.
Für den Erweiterungsbau erteilte das Hochbaudepartement der Stadt Zürich am 3. Juni 2008 die Baugenehmigung. Gegen die Abtretung des notwendigen Landes und die gesprochenen Gelder durch die Stadt Zürich wurde im Dezember 2009 das Referendum ergriffen. Die Abstimmung darüber fand am 13. Juni 2010 statt. Das Stimmvolk bewilligte das Bauvorhaben. Über den geplanten Erweiterungsbau kam es zu einer kantonalen Abstimmung. Gegen den Kantonsratsbeschluss hatte das Komitee «Standpunkt Landesmuseum» im Juni 2010 das Referendum ergriffen. Am 13. Februar 2011 votierte der Kanton Zürich für einen Kantonsbeitrag von 20 Millionen Franken aus dem Lotteriefonds.
Der Spatenstich für den Erweiterungsbau erfolgte am 2. März 2012. Der Grundstein wurde am 30. April 2013 gelegt. Am 31. Juli 2016 wurden die neuen Teile des Landesmuseums mit Platz für Ausstellungen, einer Bibliothek, einem Auditorium einem Shop und einer Gastrozone eröffnet. Die Gesamtkosten für den Erweiterungsbau und die Sanierung des Kunstgewerbeschulflügels beliefen sich auf 111 Millionen Franken. Davon bezahlte der Bund 76 Millionen. Der Kanton Zürich steuerte 20 Millionen, die Stadt Zürich 10 Millionen und private Gönner 5 Millionen Franken bei.
Die Sanierung des Hof-, West- und Ostflügels dauerte von 2014 bis 2019. Am 3. August 2020 wurde der Ostflügel mit dem grossen Eingangsturm dem Museum übergeben. Die neuen Ausstellungsräume wurden bespielt und den Besuchern übergeben. Im August 2020 wurde nach einer 20-jährigen Planungs- und Bauphase die Sanierung und Erweiterung abgeschlossen. Die Sanierungskosten für den Hof-, West- und Ostflügel betrugen 95 Millionen Franken. Die Gesamtkosten betrugen somit rund 250 Millionen Franken.
Das Architekturbüro Christ & Gantenbein erwarb mit dem Erweiterungsanbau drei Architekturauszeichnungen, den «Hasen in Silber» der Zeitschrift Hochparterre, den Architekturpreis Beton 17 der Betonsuisse Marketing AG und Best Architects 18 Gold.

Aussenansichten
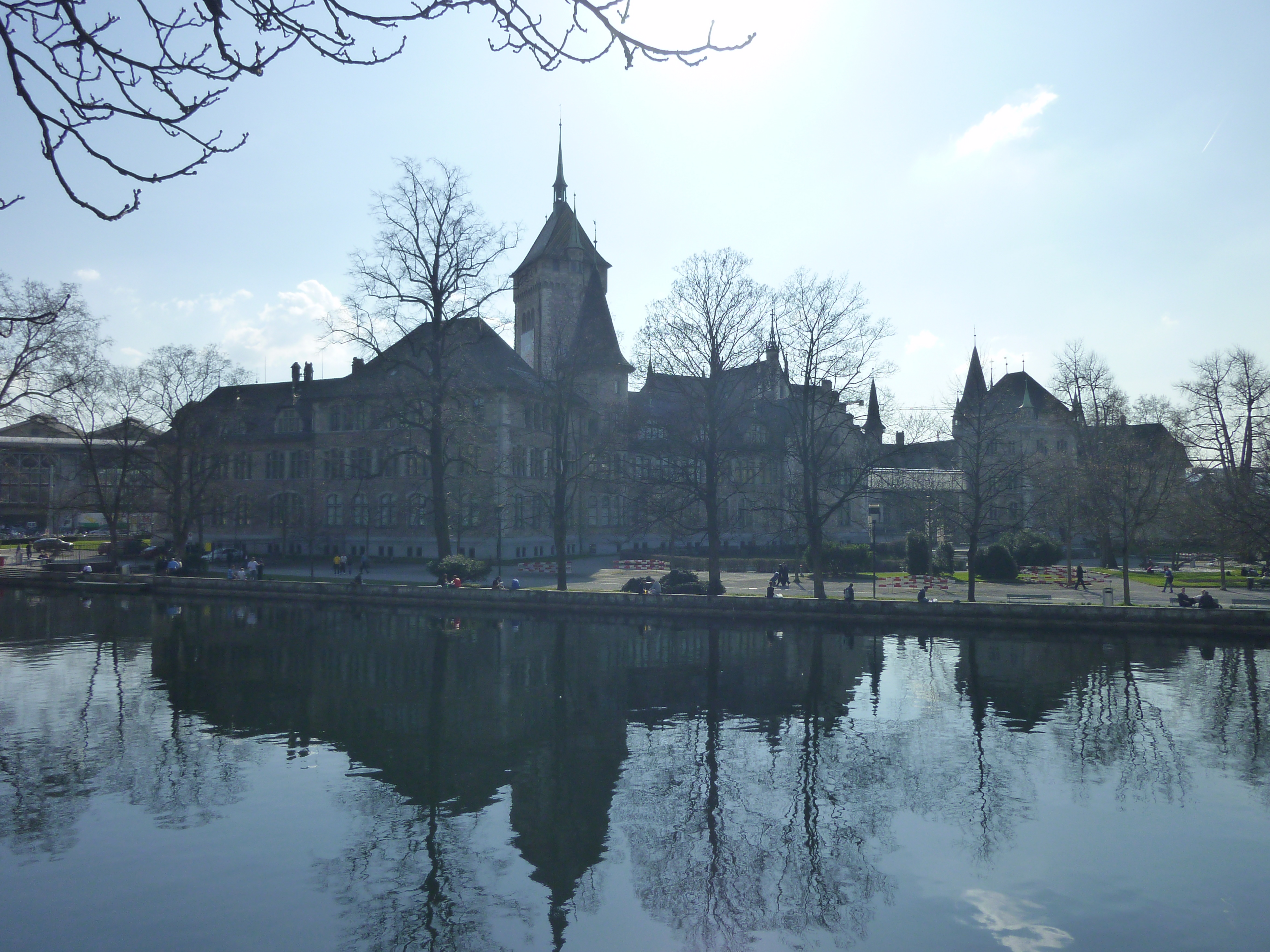
Ansicht 2010
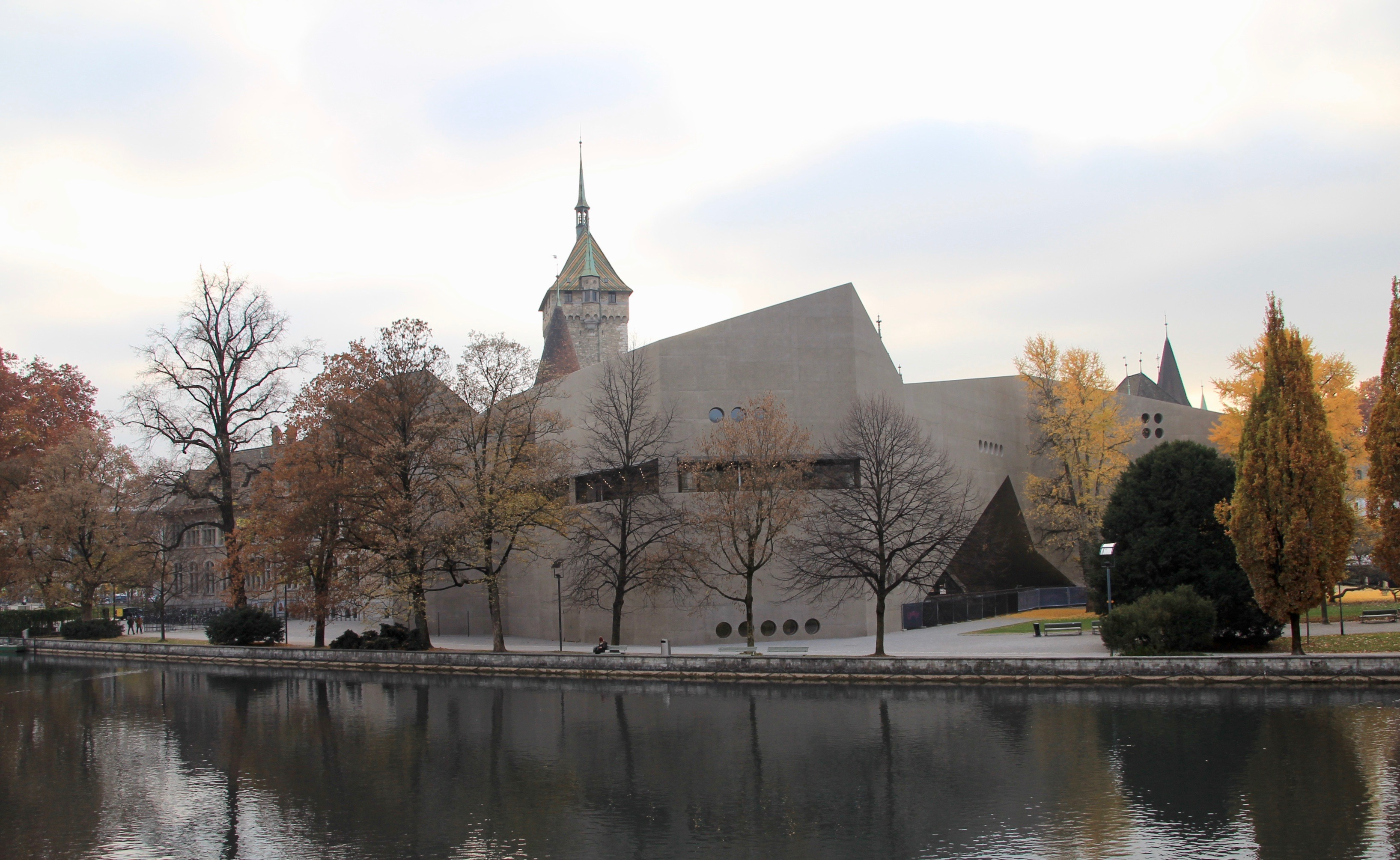
Mit Neubau im November 2018
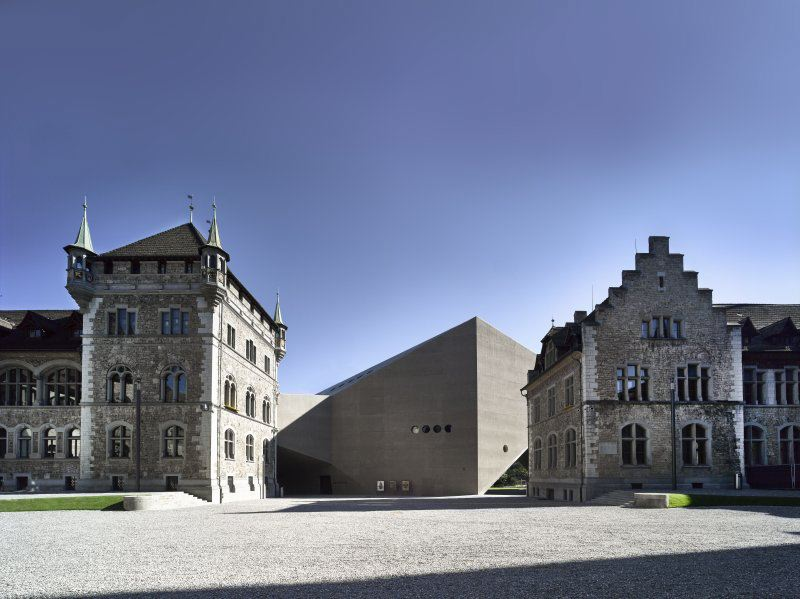
Innenhof

Innenansichten Erweiterungsbau
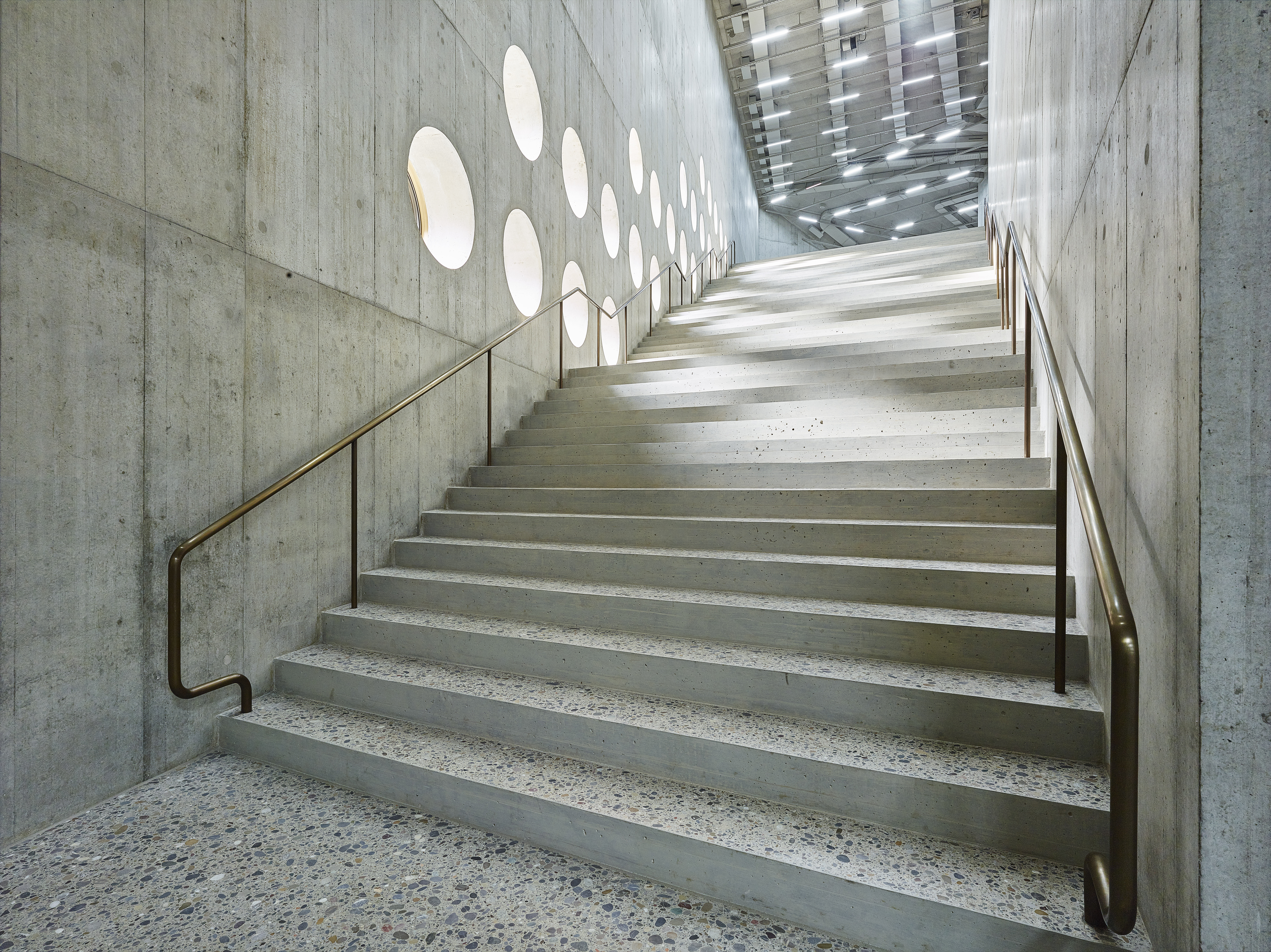
Treppenaufgang zur …
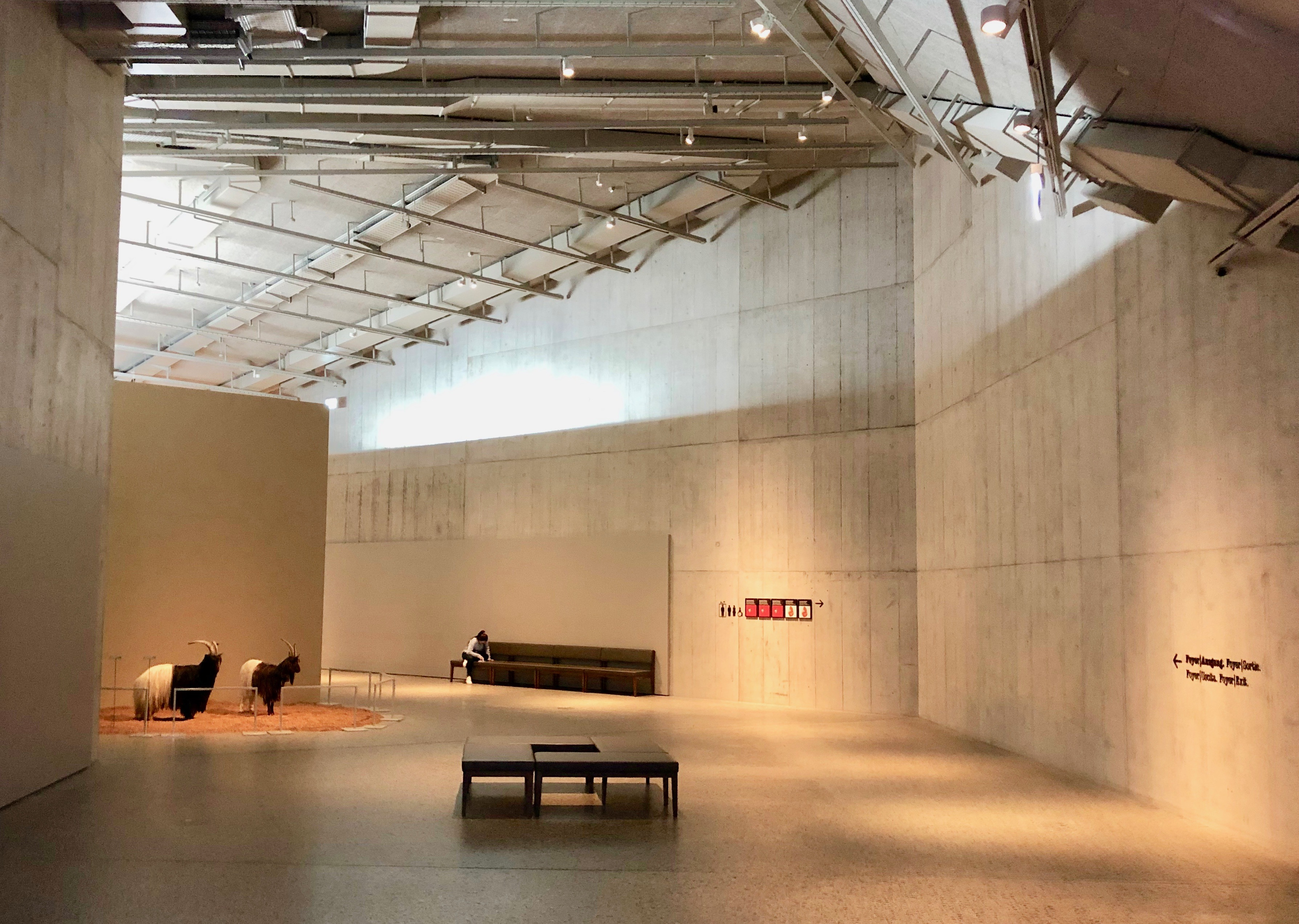
… Halle
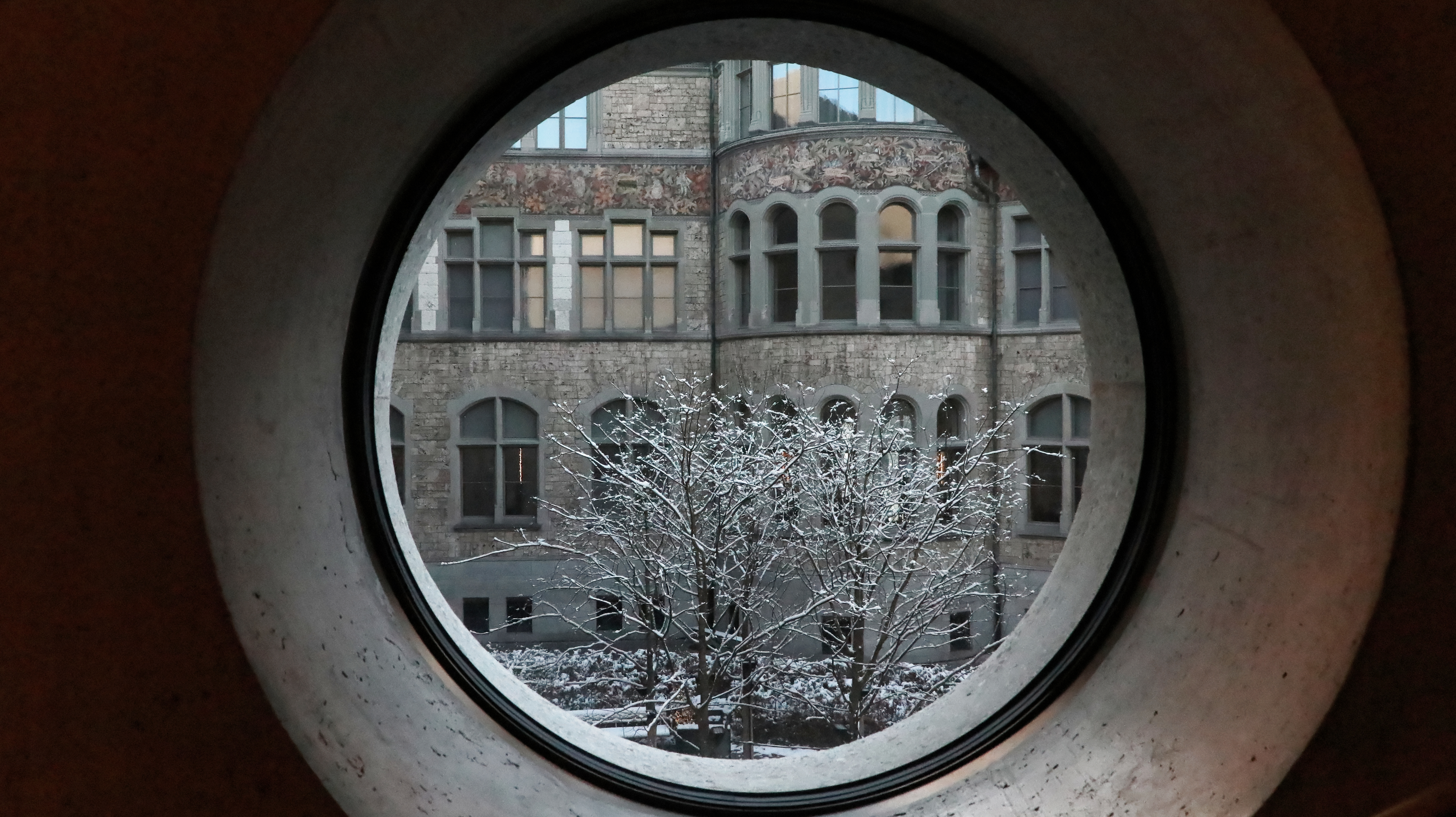
Fenster

## Ausstellungsschwerpunkte

### Dauerausstellungen

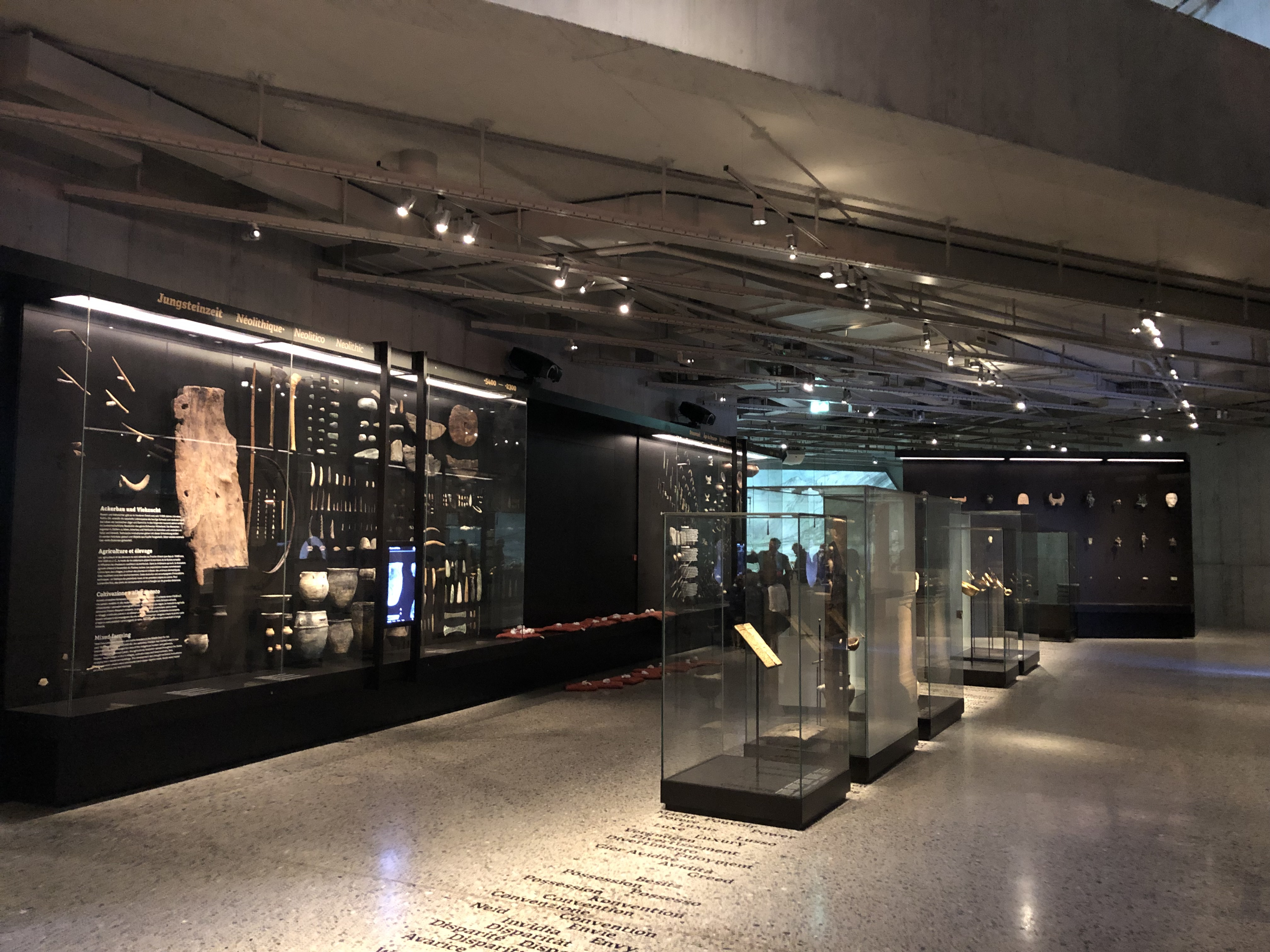
Ausstellung Archäologie

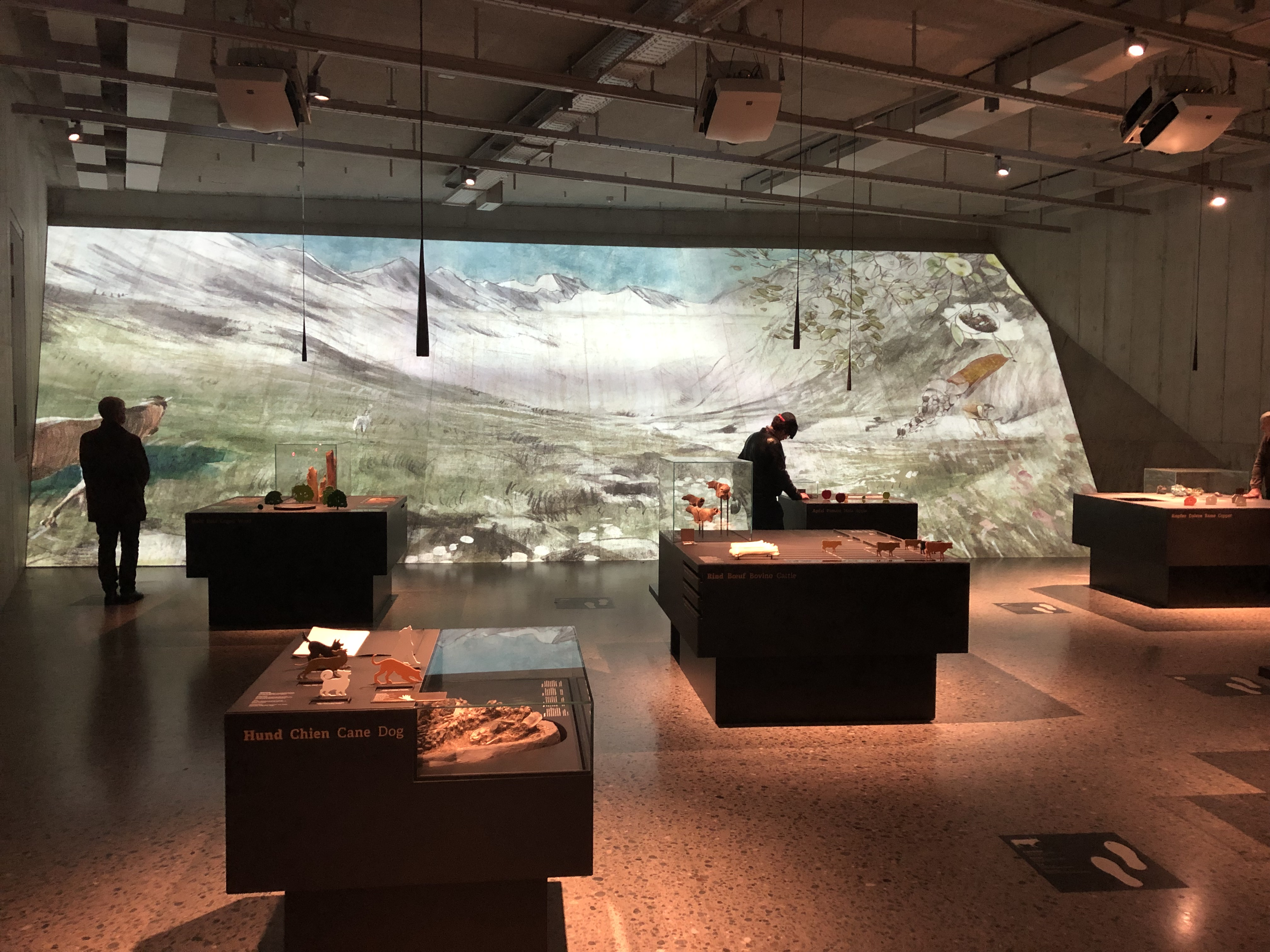
Interaktives Panorama einer eiszeitlichen Landschaft

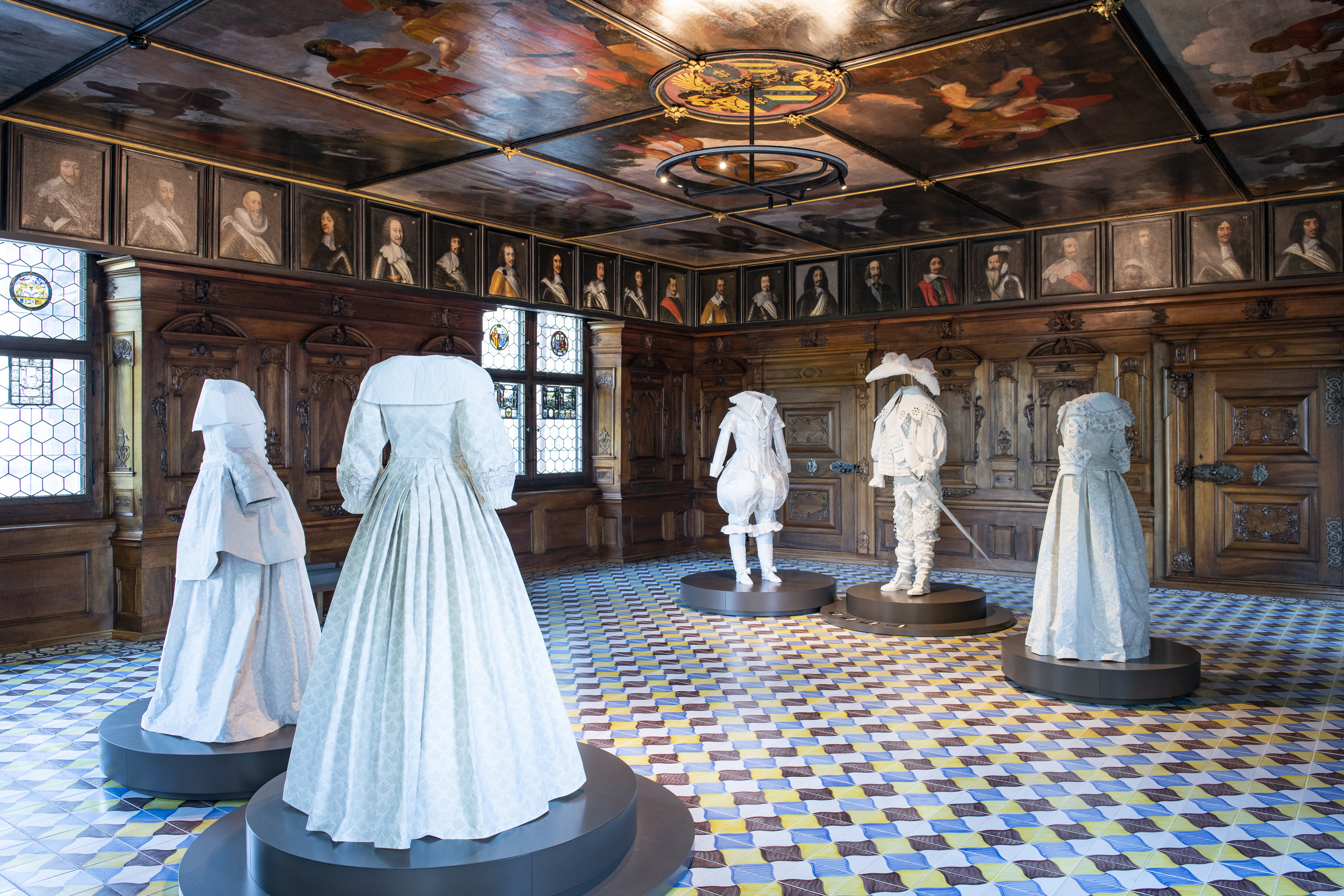
Blick in die Dauerausstellung «Die Sammlung»

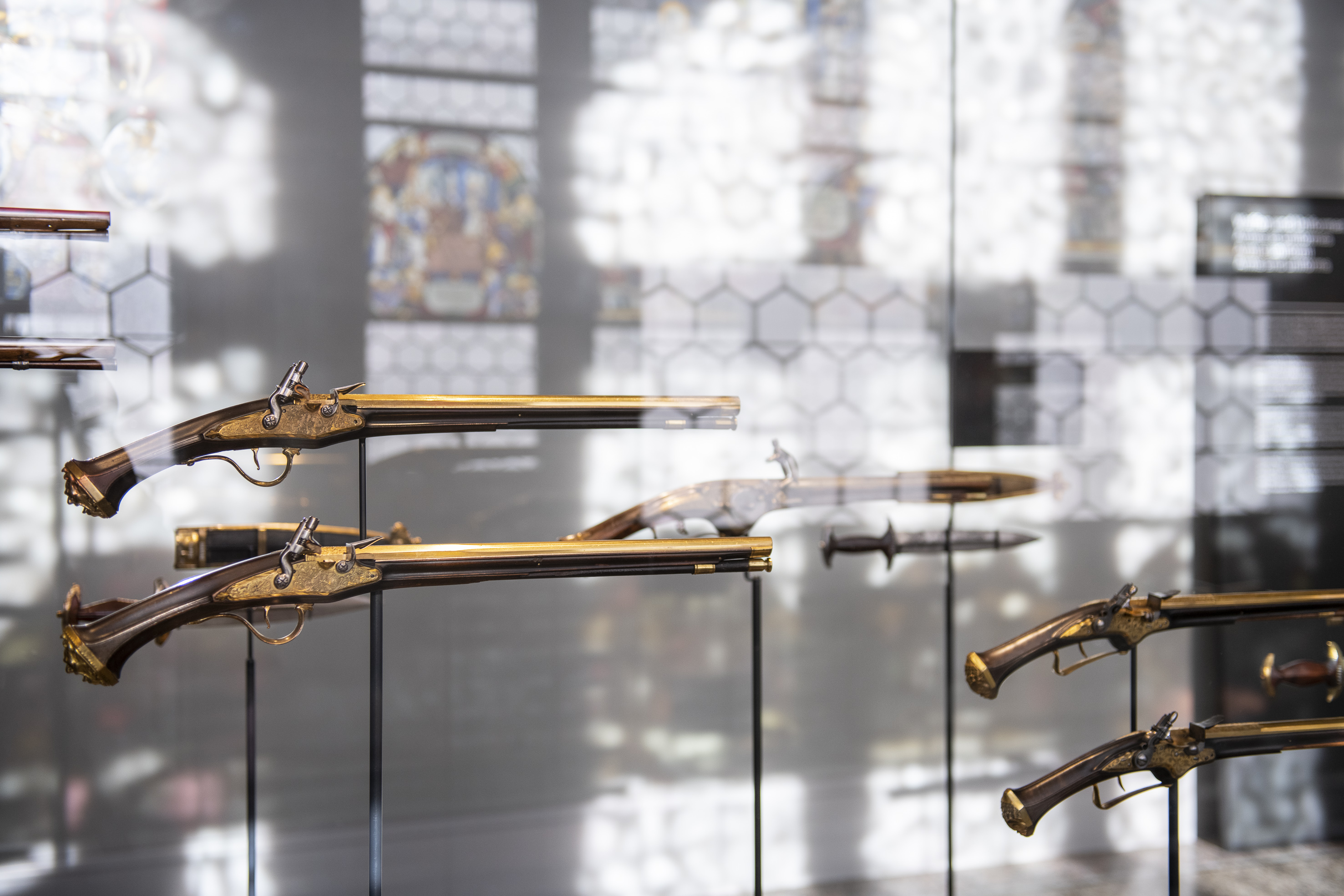
Prunkwaffen in der Dauerausstellung «Die Sammlung»

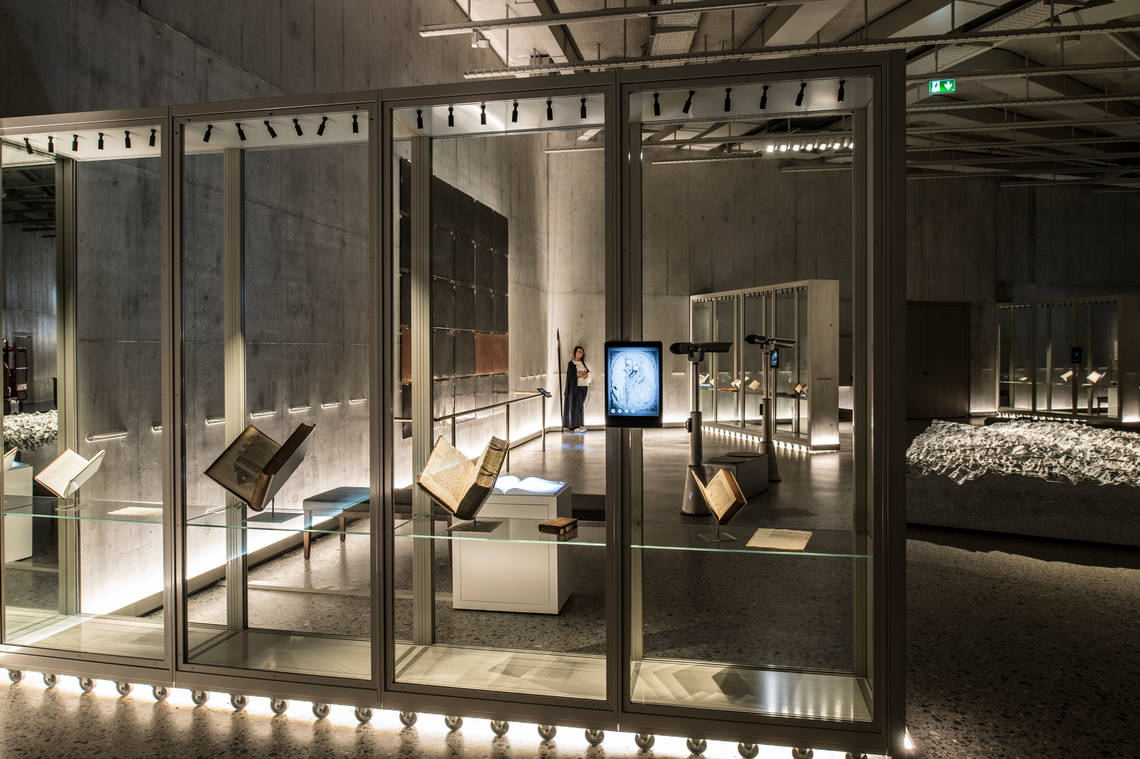
Blick in die Ausstellung «Ideen Schweiz»

Das Museum beherbergt die grösste kulturgeschichtliche Sammlung der Schweiz und zeigt in den sechs permanenten Ausstellungen Schweizer Geschichte von den Anfängen bis heute:
- «Geschichte Schweiz» Die Dauerausstellung zur Schweizer Geschichte beschreibt auf 1000 m² das Werden der Schweiz über einen Zeitraum von 550 Jahren. Der Gang durch die Jahrhunderte beginnt am Ende des Mittelalters und endet mit den Herausforderungen für die demokratischen Institutionen der Gegenwart. Die Ausstellung inszeniert den Weg vom Staatenbund zum Bundesstaat als ein Ringen um Zugehörigkeiten. Zudem sprengt sie eine zeitliche Grenze, die für historische Museen oft ein Tabu ist. Sie wagt den Blick auf die Geschichte der Gegenwart.[26] Zu den Ausstellungsstücken gehört der Allianzteppich aus dem frühen 18. Jahrhundert.
- «Die Sammlung» Die Ausstellung zeigt über 7000 Exponate aus der eigenen Sammlung und beleuchtet das handwerkliche und kunsthandwerkliche Schaffen der Schweiz über einen Zeitraum von rund 1000 Jahren. Die Ausstellungsräume sind ebenfalls wichtige Zeitzeugen und verbinden sich mit den Objekten zu einer historisch dichten Atmosphäre, die ein tiefes Eintauchen in die Vergangenheit erlaubt.[27] Zu den Ausstellungsstücken gehört der St. Galler Globus (16. Jahrhundert).
- «Mit fliegendem Teppich durch die Geschichte» Die Ausstellung kombiniert Wissensvermittlung mit kindergerechten Aktivitäten. Die stimmungsvoll gestaltete Kulisse bietet Raum für eine fantasievolle Zeit im Museum und die hochwertigen Originalobjekte sind wichtige Zeitzeugen der globalen Kulturgeschichte. Für Kinder ab 4 Jahren.[28]
- «Ideen Schweiz» Was hält eine Gemeinschaft zusammen? Dieselbe Sprache, äussere Feinde oder Wirtschaftsinteressen – das könnte einem vielleicht als erstes dazu einfallen. Doch all dem geht etwas voraus: gemeinsame Ideen, die überliefert werden von Generation zu Generation und so die Gemeinschaft prägen. Diese Ideen werden zur Identitätskarte eines Kollektivs und bilden schliesslich das Fundament des nationalen Selbstverständnisses. Für die Ausstellung wurden vier Schriften von Autoren ausgewählt, welche mit ihren Ideen beigetragen haben, das Bild der heutigen Schweiz zu zeichnen: Henri Dunant, Jean-Jacques Rousseau, Jean Calvin und Petermann Etterlin.[29]
- «Einfach Zürich» Stadt und Kanton Zürich haben eine lange und bewegte Geschichte. Diese wird in einer Dauerausstellung des Vereins Einfach Zürich[30] im Landesmuseum gezeigt. Vom Modell einer Pfahlbauerhütte über die Bircherraffel bis zur Fahne einer Jugendbewegung beleuchtet die Schau Zürichs vielfältige Vergangenheit und reichert die zahlreichen historischen Objekte mit filmischen Installationen und modernster Technologie an. Dies ermöglicht den Besuchern ein multimediales Erlebnis.[31]
- «Archäologie Schweiz» Pfahlbauer, Kelten, Römer, Alamannen sind uns ein Begriff. Ihre Hinterlassenschaften, Errungenschaften und Weltvorstellungen werden in der Ausstellung «Archäologie Schweiz» präsentiert. Rund 1’400 Exponate führen den Besuchenden die wichtigsten Etappen der Geschichte des Menschen vor Augen. Die Ausstellung präsentiert ausserdem die Domestizierung von Wildtieren und Pflanzen durch den Menschen auf dem Gebiet der heutigen Schweiz. Frühe bildliche Darstellungen, Meisterwerke der ersten Goldschmiede, Jagdwerkzeug aus Stein, Holz und Tierknochen und Alltagsobjekte der Ur- und Frühgeschichte sind im Neubau des Landesmuseums in einer beeindruckenden Szenographie zu sehen. Animierte Projektionen und interaktive Forschungsstationen ergänzen die Ausstellung und laden Erwachsene und Kinder zu einer faszinierenden Reise in die Vergangenheit ein.[32] Zu den Ausstellungsstücken gehören die Goldschale von Altstetten (späte Bronzezeit), der Goldschatz von Erstfeld (um 300 v. Chr.), der Grabstein des Lucius Aelius Urbicus (um 200 n. Chr.) und die anderen Bülacher Fibel (6. Jahrhundert).

### Wechselausstellungen
Mehrmals pro Jahr werden Wechselausstellungen zu kulturgeschichtlichen Themen gezeigt. Dazu gehört unter anderem die jährlich gezeigten Ausstellungen der Gewinner der Journalistenpreise «Swiss Press Photo» und «World Press Photo».

## Weitere Dienstleistungen
Zu den weiteren Angeboten des Landesmuseums zählen eine Fachbibliothek, ein umfangreiches Bildarchiv, ein Studienzentrum sowie regelmässig veröffentlichte Publikationen. Das Angebot wird mit zahlreichen Vermittlungsangeboten für ein Laien- sowie für ein Fachpublikum ergänzt.

## Filme
- Landesmuseum Zürich (= Museums-Check. Folge 60). Reportage, 30 Min., Moderation: Markus Brock, Produktion: 3sat. Erstausstrahlung: 15. Dezember 2019.[34]
- National Museum Zurich, European Museum of the Year (EMYA) 2020 Nominee